# Jordi Núñez
Jordi Núñez Carretero, né le 19 septembre 1968 à Granollers, est un ancien joueur international de handball espagnol évoluant au poste de gardien de but.

## Résultats

### En clubs
Compétitions internationales
- Vainqueur de la Coupe de l'EHF (1) : 1995
- Vainqueur de la Coupe des Coupes (3) : 1997, 2002 et 2003
- Finaliste de la Ligue des champions (1) : 1996

Compétitions nationales
- Vainqueur de la Coupe du Roi (2) : 1996, 2003
- Vainqueur de la Coupe ASOBAL (1) : 1994
- Vainqueur de la Supercoupe d'Espagne (1) : 1996

### En équipe nationale d'Espagne
Jordi Núñez totalise 101 sélections en équipe nationale d'Espagne entre le 12 octobre 1993 et le 30 septembre 2000 :
Jeux olympiques : 
- Médaille de bronze aux Jeux olympiques de 1996 d'Atlanta,  États-Unis
- Médaille de bronze aux Jeux olympiques de 2000 de Sydney,  Australie

Championnats d'Europe
- Médaille d'argent au Championnat d'Europe 1996,  Espagne
- Médaille d'argent au Championnat d'Europe 1998,  Italie
- Médaille de bronze au Championnat d'Europe 2000,  Croatie

Championnats du monde
- 9e place au Championnat du monde 1997,  Japon
- 4e place au Championnat du monde 1999,  Égypte

Il totalise également 40 sélections en équipe nationale junior entre le 29 mars 1986 et le 6 juin 1993 :
- Médaillé de bronze aux Jeux méditerranéens de 1987 à Lattaquié,  Syrie
- Médaille d'argent au Championnat du monde junior en 1987,  Yougoslavie
- Médaille d'argent au Championnat du monde junior en 1989,  Espagne